# Hype Boy
"Hype Boy" es una canción del grupo femenino surcoreano NewJeans, incluida en su primer EP, New Jeans (2022). Se lanzó cuatro videos musicales para la canción el 23 de julio de 2022, cada uno centrado en las integrantes y sus respectivas historias. "Hype Boy" fue lanzada oficialmente para descarga y streaming como el segundo sencillo del EP el 1 de agosto de 2022.

## Antecedentes y lanzamiento
El sencillo debut del grupo, "Attention", fue lanzado por sorpresa el 22 de julio de 2022, sin ninguna información previa sobre la alineación del grupo. Al día siguiente, fue anunciado un EP de cuatro canciones, New Jeans, cuyo lanzamiento estaba previsto para el 1 de agosto, y lanzó "Hype Boy" como el segundo sencillo del grupo. "Hype Boy" estuvo acompañado por un clip de 50 segundos que presentaba los nombres de las cinco integrantes y cuatro videos musicales centrados en las perspectivas individuales de cada una.
De los cuatro videos musicales, tres estaban dedicados a las integrantes individuales Minji, Hyein y Hanni, y uno era para la unidad colectiva conformada por Haerin y Danielle. En cada video, las integrantes invitan a su "Hype Boy", o interés amoroso, a una fiesta en la piscina con ellas. Finalmente, descubren un lado distinto de su "Hype Boy", contrario a lo que inicialmente admiraban o esperaban. "Hype Boy" fue uno de los tres sencillos del EP, El 4 de agosto, NewJeans realizó su presentación debut en el programa M Countdown de Mnet, donde interpretaron todos los sencillos de su EP homónimo, incluyendo "Hype Boy".
Para promocionar "Hype Boy", NewJeans interpretó la canción en los programas musicales surcoreanos M Countdown, Music Bank e Inkigayo en 2022. Interpretaron la canción en diversos festivales de música, incluido el KCON en Arabia Saudita, el KBS Song Festival 2022 y el K-pop Super Live 2023 en Seúl, Lollapalooza en Estados Unidos, el Summer Sonic Festival en Japan, y el Music Bank en México. En las ceremonias de premios de fin de año, fue interpretada durante los The Fact Music Awards 2022, 43rd Blue Dragon Film Awards, Melon Music Awards, dos veces en los MAMA Awards, y los Golden Disc Awards. NewJeans también presentó la canción durante una actuación en vivo en la 36.ª edición del Tokyo Girls Collection y en su reunión de fanes Bunnies Camp de julio de 2023.

## Letra y composición
Gigi, Ylva Dimberg, y la miembro del grupo, Hanni escribieron la letra de "Hype Boy", una canción que captura la esencia del amor juvenil, como un sueño despierto. Contiene letras en coreano e inglés, y tiene una duración de dos minutos y 56 segundos. El estribillo es cantado por las miembros Haerin y Danielle: “Cause I know what you like, boy / You’re my chemical hype boy.” Según Rhian Daly de NME, la participación de Hanni ayudó a incorporar una perspectiva femenina en una canción de un grupo de chicas, lo cual se desvió de la "mirada masculina" que había dominado la música idol del K-pop.
Dimberg y 250 produjeron "Hype Boy", y este último se encargó de programar los instrumentales. Está compuesta en la tonalidad de mi menor, con un tempo de 100 pulsaciones por minuto. "Hype Boy" está impulsada por sintetizadores e instrumentales distorsionados. Es una canción de base future bass, bubblegum pop, y synth-pop, incorpora influencias del R&B de los 90's y música electrónica, mientras que el ritmo evoca moombahton. Las integrantes cantan con sus voces sin manipulación sobre ritmos de R&B. Según el sitio surcoreano de música digital Melon, "Hype Boy" es una mezcla de moombahton y electropop que presenta un "preestribillo único" y resalta las voces individuales de las integrantes.

## Recepción
"Hype Boy" recibió críticas positivas por parte de los críticos musicales y apareció en numerosas listas de fin de año como una de las mejores canciones de 2022. Rolling Stone la ubicó en el puesto número 24 de su lista de las 100 mejores canciones de 2022, destacándola como una “pieza destacada” del EP del grupo gracias a “su coreografía adictiva y su pegajoso estribillo”. NPR la clasificó en el puesto 85, con el editor Sheldon Pearce describiéndola como “transformadora, cuidadosamente y suavemente fusionada”. NME clasificó a "Hype Boy" en el primer lugar de su lista de las 25 mejores canciones de K-pop del año, describiéndola como "tres minutos de perfección pop". La revista la ubicó en el puesto 26 de su lista general de las mejores canciones del año, y Daly la describió como un sonido refrescante que hizo que NewJeans se destacara entre un mar de grupos de K-pop con sonidos similares. En otras listas de fin de año dedicadas al K-pop, "Hype Boy" ocupó el primer lugar en la lista de Riff Magazine, número 2 en Insider y número 4 en The Korea Herald.
Comercialmente, "Hype Boy" debutó en el puesto 116 del Billboard Global 200 y llegó al punto más alto en 52. Estableció el récord como la canción con más semanas en la lista Billboard Global 200 por parte de un grupo femenino de K-pop, con un total de 42 semanas. En el servicio de streaming musical Melon, "Hype Boy", junto con "Ditto" y "OMG", ocuparon los tres primeros puestos de las canciones más escuchadas durante dos meses consecutivos, convirtiendo a NewJeans en el primer artista en lograrlo en los 18 años de historia del sitio. En enero de 2023, destronó la canción de BTS, "Butter" como la canción con más reproducciones de Spotify en Corea del Sur. La KMCA lo certificó como doble platino por superar los 200 millones de reproducciones en Corea del Sur. En Japón, "Hype Boy" alcanzó el puesto número 41 en la lista Japan Hot 100 y fue certificado como platino por la RIAJ por superar los 100 millones de reproducciones.
"Hype Boy" alcanzó el puesto número cinco en la lista de Singapur compilada por la RIAS. En otros mercados musicales asiáticos, la canción alcanzó el top 20 en las listas Hits of the World para Taiwán, donde llegó al puesto número 9, Vietnam (9), Malasia (10), Filipinas (11), Indonesia (16), y Hong Kong (19). En América, "Hype Boy" ingresó en el puesto número 90 del Argentina Hot 100 y en el número 95 del Canadian Hot 100.

## Listas

### Listas semanales
| Lista (2022–2023)                 | Posición más alta |
| --------------------------------- | ----------------- |
| Argentina (Argentina Hot 100)     | 90                |
| Canadá (Canadian Hot 100)         | 95                |
| Global 200 (Billboard)            | 52                |
| Hong Kong                         | 18                |
| Indonesia (Billboard)             | 16                |
| Japón (Japan Hot 100) (Billboard) | 41                |
| Japan Combined Singles (Oricon)   | 33                |
| Malasia (Billboard)               | 10                |
| Malasia International (RIM)       | 19                |
| Filipinas (Billboard)             | 11                |
| Singapur (Billboard)              | 6                 |
| Singapur (RIAS)                   | 5                 |
| Corea del Sur (Billboard)         | 1                 |
| Corea del Sur (Circle)            | 2                 |
| Taiwán (Billboard)                | 9                 |
| Vietnam (Vietnam Hot 100)         | 9                 |

### Listas mensuales
| Lista (2022)           | Posición más alta |
| ---------------------- | ----------------- |
| Corea del Sur (Circle) | 2                 |

### Listas de fin de año
Lista de fin de año de 2022
| Chart (2022)                | Position |
| --------------------------- | -------- |
| Global Excl. US (Billboard) | 194      |
| Corea del Sur (Circle)      | 18       |

Lista de fin de año de 2023
| Chart (2023)           | Position |
| ---------------------- | -------- |
| Global 200 (Billboard) | 147      |
| Japón (Japan Hot 100)  | 68       |
| Corea del Sur (Circle) | 2        |

Lista de fin de año de 2024
| Chart (2024)         | Position |
| -------------------- | -------- |
| South Korea (Circle) | 22       |

## Certificaciones
| Región               | Certificación | Unidades    |
| -------------------- | ------------- | ----------- |
| Nueva Zelanda (RMNZ) | Oro           | 15,000      |
| Streaming            |               |             |
| Japón (RIAJ)         | Platino       | 100,000,000 |
| Corea del Sur (KMCA) | 2× Platino    | 200,000,000 |